# Telurito de sódio
O telurito de sódio é um composto inorgânico de telúrio, sódio e oxigênio com fórmula química Na
2TeO
3
. É um sólido branco solúvel em água e um agente redutor fraco. Telurito de sódio é um intermediário na extração do elemento telúrio; é um produto obtido de lamas de ânodo e é um precursor do telúrio.

## Preparação
A principal fonte de telúrio é a lama anódica do refino eletrolítico do cobre, que contém vários metais preciosos, bem como vários teluretos. Essas lamas são torradas com carbonato de sódio e gás oxigênio para produzir telurito de sódio.
Ag2Te + Na2CO3 + O2 → 2Ag + Na2TeO3 + CO2 (400–500 °C)
(Esta é uma reação com telureto de prata. O telureto é oxidado para telurito e a prata(I) é reduzida para prata metálica.)

## Purificação
A eletrólise de uma solução de telurito produz telúrio purificado.
Anodo: 4OH− → 2H2O + O2 + 4e−
Catodo: TeO32− + 3H2O + 4e− → Te + 6OH−

## Estrutura e propriedades
O telúrio tem propriedades semelhantes ao enxofre e ao selênio. Na forma anidra Na
2TeO
3
, os átomos de telúrio são hexacoordenados, três Te-O a 1,87  Å e três a 2,9  Å , com octaedros distorcidos compartilhando bordas. No pentaidrato Na
2TeO
3
•5H
2O
, há ânions telurito discretos, TeO 3 2− que são piramidais. A distância Te-O é 1,85 - 1,86  Å e o ângulo O-Te-O é próximo a 99,5°. O ânion telurito é uma base fraca. O telurito de sódio seria semelhante ao selenito de sódio e ao sulfito de sódio. O telurito de sódio é um agente oxidante fraco e um agente redutor fraco.

## Aplicações
Telurito de sódio melhora a resistência à corrosão de camadas de níquel eletrodepositadas. Soluções de telurito de sódio são usadas para revestimentos pretos ou azul-escuros em ferro, aço, alumínio e cobre. Em microbiologia, telurito de sódio pode ser adicionado ao meio de crescimento para isolar bactérias com uma resistência fisiológica inerente à sua toxicidade.